# 格雷森 (密蘇里州)
格雷森（英語：Grayson）是位於美國密蘇里州克林頓縣的普查規定居民點。

## 歷史
格雷森的郵局於1871年設立，其後於1954年停運。

## 人口
根據2020年美國人口普查的數據，格雷森的面積為1.09平方千米，皆為陸地。當地共有人口61人，而人口密度為每平方千米55.96人。